# Дорогобужский Вал
«Дорогобужский Вал» — историческое ядро Дорогобужа Смоленской области, городище Дорогобужского детинца и часть Дорогобужской крепости.

## История
Детинец Дорогобужа был заложен князем Ростиславом Мстиславичем в середине XII века на естественном мысе у впадения в Днепр реки Ордышки (Ордашны). Напольную южную и восточную сторону огибал ров. Площадка детинца ярко выраженной круглой формы была выровнена, а по краям насыпан земляной вал, на котором поставили деревянные стены и башни. Сегодня культурный слой Вала глубиной 3,2 м содержит древнерусскую гончарную керамику и другие изделия XII—XIII веков. Судя по находкам плинфы, на дорогобужском детинце в домонгольское время существовала каменная церковь.
После того, как Василий III отвоевал Дорогобуж у Великого княжества Литовского в начале XVI века итальянские мастера Варфоломей и Мастробон (вероятно, Бон Фрязин) построили здесь новую расширенную крепость. В XVII веке Дорогобуж нередко становился ареной боёв между Русским государством и Речью Посполитой. Крепость была вновь расширена в 1685 году.
Первое описание укреплений Дорогобужа относится к концу XVII века, когда Дорогобужская крепость состояла из трёх частей: «верхнего города» (детинца), «среднего города» к северу от него и «нижнего города» у Днепра. Верхний город имел пять башен под названием Спасская, Архангельская, Козмодемьянская, Вестовая и Дмитровская. В «среднем городе» было три башни, в «нижнем» — шесть. В крепости находилась деревянная шатровая церковь, дом воеводы, воеводская канцелярия, казённые амбары и ряд других построек. Общая длина крепости составляла около 1,2 км. Гарнизон крепости составляли стрельцы, пушкари, дворяне и дети боярские, казаки. В военное время гарнизон усиливался полевыми войсками. Стрельцы жили рядом с крепостью, их поселение называлось Стрелецкой слободой и располагалось с запада и юго-запада от детинца. По осадной росписи 1633 года для надёжной обороны крепости требовалось 2644 защитника.
После снижения военного значения Дорогобужа в XVIII веке крепость пришла в ветхое состояние, а затем была почти уничтожена городским пожаром 1763 года. Её остатки были разобраны, земляные валы частично срыты. Затем на Валу по плану регулярной застройки (одному из первых в России) были построены каменные административные здания, а также главный храм города — Екатерининский собор. Планы по возведению новой каменной крепости с шести бастионами так и не были осуществлены.
В 1812 году Вал был занят французами в августе, Наполеон пробыл в Дорогобуже два дня, расположившись в доме городничего на Валу. В октябре при отступлении французов вокруг Вала разгорелся упорный бой. Маршал Ней оборонял его от двух русских егерских полков, получив две пули. Через сто лет в память о сражении на Валу был установлен памятник в виде колонны с крестом, а сама историческая возвышенность получила почетное название — «Вал Победы в Отечественной войне 1812 года». Памятная колонна сохранилась до наших дней.
Во время Великой Отечественной войны Вал подвергся бомбёжке и катастрофическим разрушениям. Все здания на Валу выгорели, часть была взорвана гитлеровцами. Был также разрушен Екатерининский собор. В наше время Вал продолжает быть, в целом, не застроен.